# Cuba ai Giochi della XXI Olimpiade
Cuba partecipò ai Giochi della XXI Olimpiade che si sono svolti a Montréal dal 17 luglio al 1º agosto 1976, con una delegazione di 156 atleti impegnati in 14 discipline per un totale di 76 competizioni.  Portabandiera alla cerimonia d'apertura, così come quattro anni prima, fu il pugile Teófilo Stevenson, che in questa edizione si sarebbe riconfermato campione olimpico. Il bottino della squadra, alla sua dodicesima partecipazione di Giochi, fu di sei medaglie d'oro, quattro d'argento e tre di bronzo, che valsero l'ottavo posto nel medagliere complessivo per nazioni. Delle sei medaglie d'oro, tre vennero dal pugilato, disciplina dove Cuba fu prima nel medagliere, una dal judo e due dall'atletica leggera grazie ad Alberto Juantorena, che riuscì ad aggiudicarsi la duplice vittoria sui 400 e sugli 800 metri.

## Medaglie
| Medaglia | Nome | Sport            | Evento               |
| -------- | --- | ---------------- | -------------------- |
| Oro      | Alberto Juantorena | Atletica leggera | 400 piani            |
| Oro      | Alberto Juantorena | Atletica leggera | 800 metri            |
| Oro      | Héctor Rodríguez | Judo             | Pesi leggeri         |
| Oro      | Jorge Hernández | Pugilato         | Pesi Mosca leggeri   |
| Oro      | Ángel Herrera | Pugilato         | Pesi Piuma           |
| Oro      | Teófilo Stevenson | Pugilato         | Pesi Massimi         |
| Argento  | Alejandro Casañas | Atletica leggera | 110 ostacoli         |
| Argento  | Ramón Duvalón | Pugilato         | Pesi Mosca           |
| Argento  | Andrés Aldama | Pugilato         | Pesi Super Leggeri   |
| Argento  | Sixto Soria | Pugilato         | Pesi Massimi Leggeri |
| Bronzo   | Alfredo Figueredo Víctor García Diego Lapera Leonel Marshall Borges Ernesto Martínez Lorenzo Martínez Jorge Pérez Antonio Rodríguez Carlos Salas Victoriano Sarmientos Jesús Savigne Raúl Virches | Pallavolo        | Torneo maschile      |
| Bronzo   | Rolando Garbey | Pugilato         | Pesi Medio-leggeri   |
| Bronzo   | Luis Felipe Martínez | Pugilato         | Pesi Medi            |

## Risultati

### Pallacanestro
- Uomini

| Atleta | Classifica |
| --- | ---------- |
| V · D · M Nazionale cubana - Pallacanestro ai Giochi della XXI Olimpiade - Torneo maschile 4 Domecq · 5 R. Herrera · 6 Roca · 7 Chappé · 8 Ortiz · 9 Cañizares · 10 Scott · 11 Padrón · 12 T. Herrera · 13 Varona · 14 Urgellés · 15 Morales · All. Carmelo Ortega | 7°         |
| Nazionale cubana - Pallacanestro ai Giochi della XXI Olimpiade - Torneo maschile |            |
| 4 Domecq · 5 R. Herrera · 6 Roca · 7 Chappé · 8 Ortiz · 9 Cañizares · 10 Scott · 11 Padrón · 12 T. Herrera · 13 Varona · 14 Urgellés · 15 Morales · All. Carmelo Ortega                                                                                            |            |

### Pallanuoto
| Atleta | Classifica |                 |
| --- | --- | --------------- |
| V · D · M Nazionale maschile cubana di pallanuoto · Giochi olimpici - Montréal 1976 Periche • García • Peña • Costa • D. Rodríguez • N. Domínguez • Rizo • Almenteros • Pérez • G. Rodríguez • O. Domínguez · CT : - | 7° |                 |
| Nazionale maschile cubana di pallanuoto · Giochi olimpici - Montréal 1976 | |                 |
| Periche • García • Peña • Costa • D. Rodríguez • N. Domínguez • Rizo • Almenteros • Pérez • G. Rodríguez • O. Domínguez · CT: -                                                                                      | Periche • García • Peña • Costa • D. Rodríguez • N. Domínguez • Rizo • Almenteros • Pérez • G. Rodríguez • O. Domínguez · CT: - | Cuba (bandiera) |